# Матиранга
Матиранга (бенг. মাটিরাঙ্গা, англ. Matiranga) — город на юго-востоке Бангладеш, административный центр одноимённого подокруга. Площадь города равна 2,59 км². По данным переписи 2001 года, в городе проживало 6426 человек, из которых мужчины составляли 57,89 %, женщины — соответственно 42,11 %. Плотность населения равнялась 2481 чел. на 1 км². Уровень грамотности населения составлял 45,8 % (при среднем по Бангладеш показателе 43,1 %). 